# (73939) 1997 SG10
(73939) 1997 SG10 – planetoida z pasa głównego asteroid okrążająca Słońce w ciągu 4,7 lat w średniej odległości 2,81 j.a. Odkryta 26 września 1997 roku.